# Rori
Camille Gemoets, dite RORI, née en décembre 1998, est une autrice-compositrice-interprète belge.
Chantant en anglais puis en français, elle développe une pop contemporaine inspirée par la culture musicale anglo-saxonne et la scène rock.

## Biographie

### Enfance et jeunesse
Originaire de la province de Liège,, Rori déclare avoir eu une jeunesse « très solitaire » et que « ce n’était pas une période facile ».
Baignant dans la musique avec des parents qui écoutent des titres de Michael Jackson, des Daft Punk, de Diana Ross ou encore des Beatles, la Belge se passionne pour celle-ci, déclarant que « c'est la seule chose qui [lui] plaisait vraiment »,. Ainsi, elle écoute des groupes comme Nirvana et Arctic Monkeys, chante, et expérimente aussi la pratique de plusieurs instruments, avec la flûte, le violon puis la guitare qui devient son instrument de prédilection,.
Inscrite durant plusieurs années dans une maison de jeunes, elle prend part aux Fêtes de la musique en s'y produisant en groupe. Une année, la Wallonne ose chanter, une expérience qu'elle apprécie.

### Débuts dans la musique en duo
Ainsi, en 2015, alors âgée de 16 ans, elle forme avec son ami Valentin Vincent un duo electropop qu'ils nomment Beffroi. Leur premier titre Swim est remarqué. Ils se produisent sur des scènes belges, notamment celles de l'Ancienne Belgique et des Ardentes,.
En 2017, Valentin décède à l'âge de 20 ans des suites d'une maladie,.

### Carrière solo
À la suite de cet événement tragique, elle crée en 2018 son propre projet en s'associant avec le producteur de The Subs (nl), Hadrien Lavogez,. Ils élaborent ensemble la direction artistique de la chanteuse. Son nom de scène Rori vient de son appétence pour la série Gilmore Girls (dans laquelle une protagoniste est prénommé Rory) et parce qu'elle « kiffe ce prénom depuis toujours ». Durant la même année, l'artiste réalise un featuring avec le rappeur belge Dvtch Norris sur la chanson Save Us.
L'artiste publie son premier single en 2020, intitulé Gonna Get Mine et avec des paroles en anglais,. La DH y voit « une renaissance pop des plus réussies ». Plus tard dans l'année sort Truth Hurts.
En 2021 paraît un nouveau titre, C'est la vie, le premier comprenant des paroles en français. Il sera utilisé deux ans plus tard comme générique de la série belge Trentenaires.
Rori sort une nouvelle chanson en 2022, Docteur, intégralement écrite en français, l'artiste ayant décidé de chanter dorénavant dans cette langue,. Le titre est un succès avec plus de 3 millions de streams, contribuant à accroître sa notoriété et l'attention médiatique à son égard, à l'exemple d'une critique de Libération qui estime que sa pop est « punchy » et « efficace » et que Docteur « se gobe facilement ».
Début 2023, après avoir chanté à l'Eurosonic Noorderslag, la chanteuse délivre son premier EP, Ma saison en enfer, nom en référence à Une saison en enfer d'Arthur Rimbaud,. Composé de quatre chansons dont Docteur, Rori le présente comme un « livre ouvert » où elle se « présente en chansons », s'ouvrant sur la dépression, son anxiété ou encore son côté casanier,. L'Avenir parle de « chansons brutes de décoffrage mais aussi très touchantes ».
Durant l'été, elle prend part à des festivals en Belgique, avec notamment Les Francofolies de Spa et Les Ardentes,, puis performe au Vietnam en fin d'année,.
Début 2024, elle est co-coach de Mentissa dans la saison 11 de The Voice Belgique,. Durant la même année, la chanteuse Lorie fait appel à Rori pour reprendre en duo sa chanson Toute seule sortie en 2002.
À l'été, la Belge est à nouveau à l'affiche de festivals, notamment de Rock en Seine,. En 2025, Rori collabore avec Superbus pour la réédition du titre Butterfly.

## Influences
Rori déclare en 2024 avoir pour références Miley Cyrus, notamment pour son personnage de Hannah Montana et sa dualité entre timidité et performance scénique, ainsi qu'Anna Tsuchiya. Fan des années 1990, des groupes tels que Radiohead et Oasis ont aussi une influence sur ses productions.

## Discographie

### Albums studio
- 2023 - Ma saison en enfer (EP) (Warner Music)
- 2025 - Miroir (EP) (Parlophone / Warner Music)